# Robert Alt (bobsleista)
Robert Alt (ur. 2 stycznia 1927 w Glion, zm. 4 grudnia 2017) – szwajcarski bobsleista. Złoty medalista olimpijski z Cortina d’Ampezzo.
Igrzyska w 1956 były jedynymi w jego karierze. Triumfował w czwórkach, w osadzie Franza Kapusa. Był także mistrzem świata (1955).